# Papillaria longifolia
Papillaria longifolia är en bladmossart som beskrevs av Georg Friedrich von Jaeger 1877. Papillaria longifolia ingår i släktet Papillaria och familjen Meteoriaceae. Inga underarter finns listade i Catalogue of Life.